# Elizabeth Pinkston-Becker
Elizabeth Pinkston-Becker (Filadelfia, Estados Unidos, 6 de marzo de 1903-Detroit, 6 de abril de 1989) fue una clavadista o saltadora de trampolín estadounidense especializada en trampolín de 3 metros y plataforma de 10 metros, donde consiguió ser campeona olímpica en 1924 y en 1928.

## Carrera deportiva
En las Olimpiadas de 1924 celebradas en París ganó el oro en los saltos desde la plataforma y la plata desde el trampolín de 3 metros; cuatro años después, en los Juegos Olímpicos de 1928 celebrados en Ámsterdam (Países Bajos) ganó la medalla de  en los saltos desde la plataforma de 10 metros, con una puntuación de 31 puntos, por delante de su compatriota Georgia Coleman y de la sueca Laura Sjöqvist.